# Миллиоти, Елена Юрьевна
Еле́на Ю́рьевна Миллио́ти (род. 12 декабря 1937, Москва) — советская и российская актриса

 театра и кино. Заслуженная артистка РСФСР (1980).

## Биография
Елена Миллиоти родилась 12 декабря 1937 года в Москве. Отец — Юрий Николаевич Миллиоти (1917 — неизвестно), сын русского художника Николая Дмитриевича (1874—1962), был призван в армию 28 сентября 1939 года. Окончила школу-студию при Московском Художественном театре имени А. П. Чехова (1959, мастерская Виктора Станицына), где потом работала в этом театре до 1962 года. С 1962 года выступает на сцене Московского театра «Современник».
В студенческие годы Миллиоти познакомилась с театральным актёром Геннадием Алексеевичем Фроловым (1937—2019), за которого вскоре вышла замуж. Имеет дочку — Дарью Фролову, актрису театра, кино и озвучивания, и сына — Александра Фролова, архитектора.

## Творчество
Миллиоти стала известной после постановки спектакля «Без креста!» (1963, режиссёры Олег Ефремов, Галина Волчек) по роману Владимира Тендрякова «Чудотворная» (1958), в котором сыграла роль двенадцатилетнего школьника-пионера Родьки Гуляева. Театровед Анна Образцова в газете «Вечерняя Москва» отметила: «Родька в исполнении Е. Миллиоти — здоровый, нормальный мальчишка. Поначалу он преисполнен энергии, жизнерадостности, озорства. <…> В финале это затравленное, замученное существо с трагически, испуганно глядящими на мир глазами».
Писатель Ефим Дорош в журнале «Театр» резюмировал, что Елена Миллиоти, играющая Родьку Гуляева, вносит в спектакль «большую и трагическую правду». Театральный критик Борис Поюровский в своей статье, посвящённой проблемам МХАТа, отметил, что молодая актриса «отлично дебютировала в этом спектакле».
Литературовед Зиновий Паперный в книге «Стрелка искусства» (1976) отметил роли Александра Вокача (Симеонов-Пищик), Елены Миллиоти (Шарлотта) и Константина Райкина (Епиходов) в спектакле «Вишнёвый сад» (1976, режиссёр Галина Волчек) как «будто нарочито смешные». По его мнению, эти роли «не отличаются от сквозного действия, от общей печально-весёлой атмосферы».
24 декабря 1980 года Елене Миллиоти было присвоено почётное звание «Заслуженная артистка РСФСР» за заслуги в области советского театрального искусства, 1 февраля 2025 года награждена орденом «За заслуги в культуре и искусстве» за вклад в развитие отечественной культуры и искусства, многолетнюю плодотворную деятельность.
Елена Миллиоти удивительный человек, всегда всем помогает, всех ободряет. Подобные люди не так уж часто встречаются на земле. Она обладает редким талантом устраивать праздники для всех: детские ёлки, капустники, юбилеи, выставки детского рисунка.— Людмила Иванова о Елене Миллиоти

## Фильмография
- 1965 — «Похождения зубного врача» — студентка медучилища, пациент
- 1965 — «Строится мост» — Светлана Синайская
- 1969 — «Строгая девушка» (фильм-спектакль) — Тоня
- 1969 — «Тихая семейка» (фильм-спектакль) — Николетта
- 1972 — «На дне» (фильм-спектакль) — Анна, жена Клеща
- 1973 — «Во весь голос» (фильм-спектакль)
- 1974 — «Домби и сын» (фильм-спектакль) — Корнелия Блимбер, учительница
- 1978 — «Остров Серафимы» — Вероника
- 1984 — «Дороже жемчуга и злата» (фильм-спектакль) — Домовой
- 1987 — «Большевики» (фильм-спектакль) — Мария Ульянова
- 1988 — «Эшелон» (фильм-спектакль) — Лена
- 1989 — «Женщины, которым повезло» — эпизод
- 1992 — «Анфиса» (фильм-спектакль) — Александра Ивановна
- 1992 — «Давайте без фокусов!..» — Люся, жена Тарасова
- 1995 — «Сон доктора Чехова» (фильм-спектакль)
- 2003 — «Три товарища» (фильм-спектакль) — Мамочка, лоточница
- 2005 — «Любовь моя» — пожилая соседка
- 2006 — «Большие девочки» — Софья Андреевна Петровская, мать Ирины Львовны
- 2007 — «Всё возможно» — эпизод
- 2008 — «Крутой маршрут» (фильм-спектакль) — Лиля Итс
- 2016 — «Деревенский анекдот» (фильм-спектакль) — Светлана Юрьевна, мать Сергея

## Награды
- Заслуженная артистка РСФСР (24 декабря 1980) — за заслуги в области советского театрального искусства[10]
- Орден «За заслуги в культуре и искусстве» (1 февраля 2025) — за вклад в развитие отечественной культуры и искусства, многолетнюю плодотворную деятельность[11]